# Bratislavský kraj
Koordinaten: 48° 8′ N, 17° 6′ O
Der Bratislavský kraj (deutsch Pressburger/Bratislavaer Landschaftsverband) ist eine geografische Gliederung im Südwesten der Slowakei, bestehend aus der Hauptstadt Bratislava und nördlich und östlich angrenzenden Gemeinden. Durch die Verwaltungsebene des Staates ist er in Gebietseinheiten (územné celky) unterteilt, welche durch eine/mehrere Bezirksbehörde(n) verwaltet werden (nicht zu verwechseln mit dem Amt des Selbstverwaltungsbezirks). Der Pressburger Bezirk ist mit der durch Volksvertretung verwalteten Einheit des Selbstverwaltungsbezirkes Bratislava räumlich identisch.

## Bezirke
Bratislavský kraj besteht aus folgenden acht Untereinheiten, die in der Slowakei Okres genannt werden:
Bratislava
- Okres Bratislava I
- Okres Bratislava II
- Okres Bratislava III
- Okres Bratislava IV
- Okres Bratislava V

Umkreis
- Okres Malacky
- Okres Pezinok
- Okres Senec

## Geographie

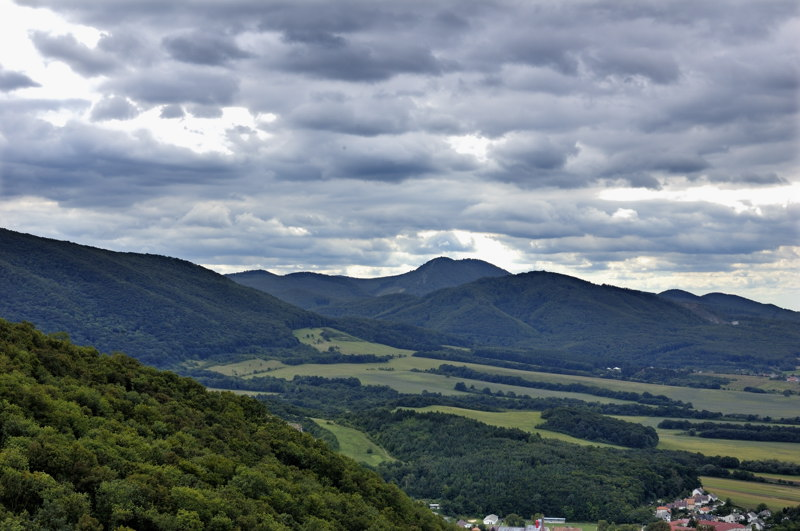
Berg Vysoká in den Kleinen Karpaten, von der Burg Blasenstein gesehen. Gemeinde Plavecké Podhradie, Okres Malacky

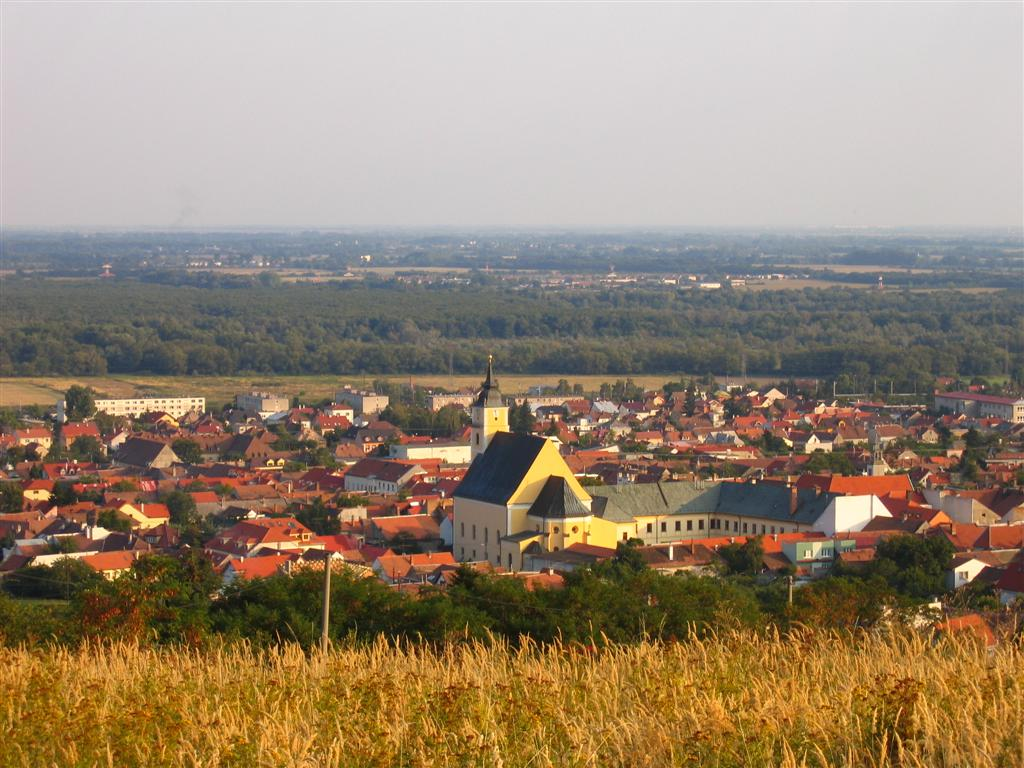
Svätý Jur und Umgebung, Okres Pezinok

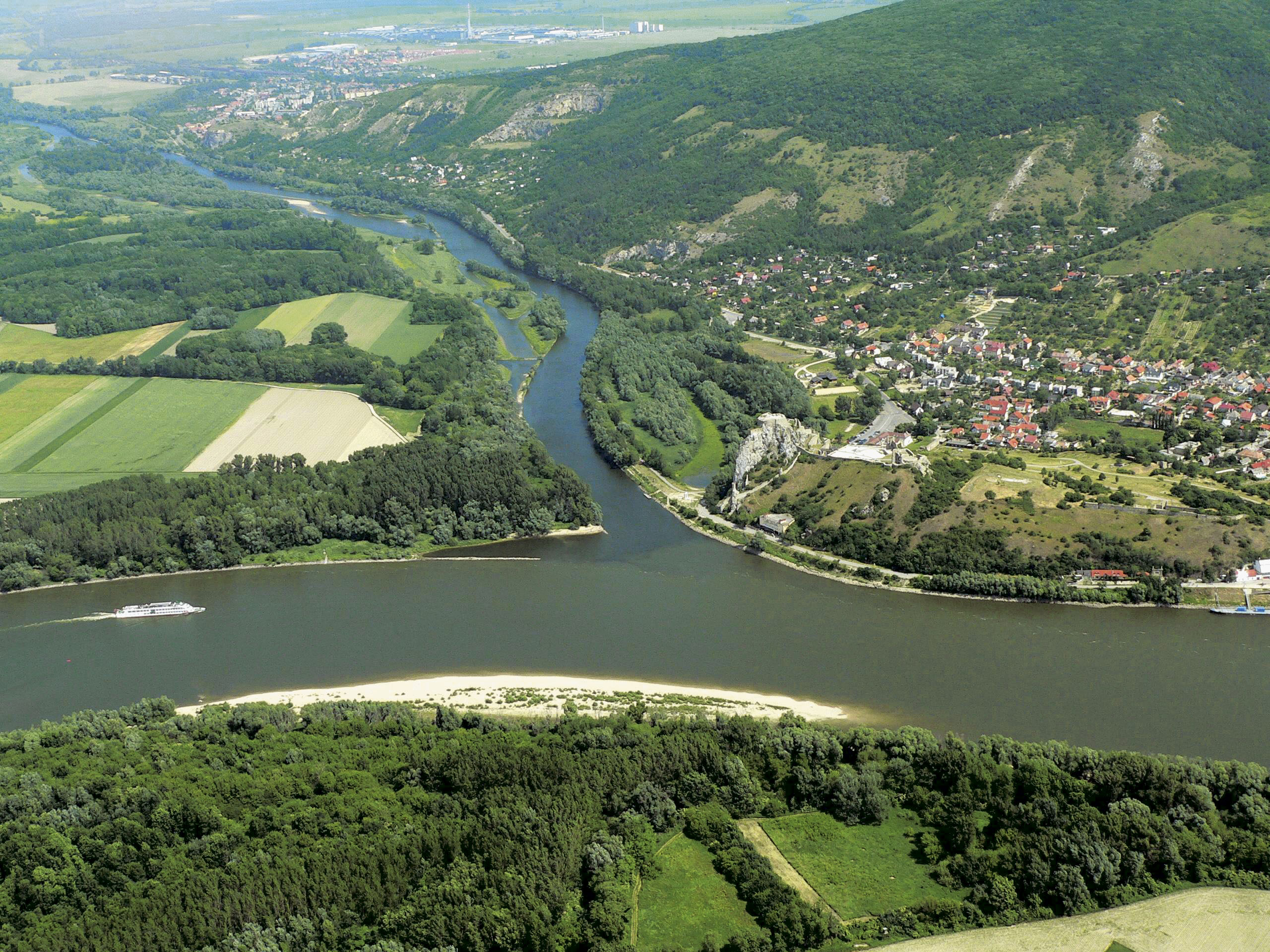
Mündung der March in die Donau bei Devín, einem Stadtteil von Bratislava

Der Bezirk hat eine Fläche von 2053 km² und 736.385 Einwohner (Stand 31. Dezember 2024). Er grenzt im Westen an die March und damit an Niederösterreich, im Südwesten an das Burgenland, im Süden an Ungarn (Komitat Győr-Moson-Sopron), im Norden und Osten an den Trnavský kraj. Im Südwesten, in den Bezirken Bratislavas, durchfließt die Donau das Gebiet. Von Bratislava nach Norden bzw. Nordosten erheben sich die Kleinen Karpaten, ein Ausläufer und zugleich Beginn des Karpatengebirges. Daneben erstrecken sich zwei Niederungen: die Záhorie-Niederung im Westen, ein Teil des Wiener Beckens und die fruchtbare Donauniederung östlich des Gebirges, darunter ein Teil der von Donau und Kleiner Donau gebildeten Großen Schüttinsel, alles ein Teil der Kleinen Ungarischen Tiefebene. Der höchste Punkt ist der Berg Záruby in den Kleinen Karpaten (768 m n.m.); die niedrigste Stelle ist an der Kleinen Donau bei Hurbanova Ves (123 m n.m.).
Bedeutende Schutzgebiete, die völlig oder zum Teil auf dem Gebiet des Bezirks liegen, sind die Landschaftsschutzgebiete (slow. Chránená krajinná oblasť, CHKO) Malé Karpaty (Kleine Karpaten), Záhorie (Marchauen) und Dunajské luhy (Donauauen).
Der Bezirk ist Teil der viersprachigen Europaregion Centrope. Die Grenzkontrollen zu Österreich und Ungarn waren im Dezember 2007 weggefallen und werden seit der Coronapandemie wieder durchgeführt.

## Geschichte
Die erste nachgewiesene dauerhafte Besiedlung der Gegend erfolgte in der Jungsteinzeit um 5700 v. Chr. durch Angehörige der Kultur der Linearbandkeramiker. Die Kelten bauten im 5. Jahrhundert v. Chr. ein Oppidum im heutigen Bratislava. Vom ersten bis vierten Jahrhundert n. Chr. existierte auch das vom Römischen Reich gepflegte Kastell Gerulata im heutigen Rusovce.
Gegen Ende der Völkerwanderung um 500 erreichten die Slawen das Gebiet und gründeten drei Staatsgebilde: Reich des Samo (7. Jahrhundert), Fürstentum Nitra (Ende des 8. Jahrhunderts bis 833) und Mährerreich (833 bis 906). Seit dem 10. Jahrhundert bis 1918 war es mehr oder weniger Teil des Königreichs Ungarn. Administrativ gehörte fast das ganze Gebiet zum Komitat Pressburg; nur die drei Dörfer im Süden Bratislavas (Jarovce, Rusovce, Čunovo) waren Teil des Komitats Wieselburg.
Nach dem Zerfall von Österreich-Ungarn im Jahr 1918 wurde das Gebiet wie folgt administrativ eingegliedert:
- 1918–1928: Bratislavská župa (Bratislavaer Gespanschaft), Tschechoslowakei
- 1928–1939: Slovenská krajina/zem (Slowakisches Land), Tschechoslowakei
- 1940–1945: Bratislavská župa (Bratislavaer Gespanschaft), Slowakischer Staat (Die Gegend von Senec war 1938–1945 durch den Ersten Wiener Schiedsspruch Teil Ungarns.)
- 1945–1948: Slovenská krajina (Slowakisches Land), Tschechoslowakei
- 1949–1960: Bratislavský kraj (Bratislavaer Bezirk – mit dem heutigen nicht zu verwechseln), Tschechoslowakei
- 1960–1990: Západoslovenský kraj (Westslowakischer Bezirk) und seit 1969/1971 Bratislava, Hauptstadt der Slowakischen Sozialistischen Republik, Tschechoslowakei
- seit 1996: heutiger Bratislavský kraj

## Bevölkerung
| Jahr                | 1994    | 2004    | 2014    | 2024     |
| ------------------- | ------- | ------- | ------- | -------- |
| Anzahl der Personen | 616.871 | 601.132 | 625.167 | 736.385  |
| Unterschied         |         | −2,55 % | +3,99 % | +17,79 % |

| Jahr                | 2023    | 2024    |
| ------------------- | ------- | ------- |
| Anzahl der Personen | 732.757 | 736.385 |
| Unterschied         |         | +0,49 % |

Der Pressburger Bezirk ist der flächenmäßig kleinste aller slowakischen Bezirke, jedoch nicht der bevölkerungsärmste. Die Stadt Bratislava ist der Siedlungsschwerpunkt der Region; die nächstgrößere Stadt ist Pezinok. Die Bevölkerungsdichte liegt bei 305/km², und der Anteil der städtischen Bevölkerung beträgt rund 82 % (Stand 2008). Insgesamt besteht der Bratislavský kraj aus 73 Gemeinden, davon sieben Städten und dem Militärgebiet Záhorie.
Nach der Volkszählung 2011 wohnten im Bratislavský kraj genau 602.436 Einwohner. Der größte Teil entfiel auf die Slowaken (543.573 Einw., 90,2 %), gefolgt von den Magyaren (23.888 Einw., 4,0 %), Tschechen (6.820 Einw., 1,1 %) und Deutschen (1.165 Einw., 0,2 %). Andere Ethnien machen zusammen 1,5 % (8.976 Einw.) der Bevölkerung aus, während 18.014 Einwohner (3,0 %) keine Angabe zur Ethnie machten.
Konfessionell ist die römisch-katholische Kirche mit 339.274 Einwohnern (56,3 %) die am meisten verbreitete Konfession, gefolgt von der Evangelischen Kirche A. B. (30.622 Einw., 5,1 %) und der griechisch-katholischen Kirche (4.734 Einw., 0,8 %). Des Weiteren bekannte sich die Bevölkerung zur reformierten (kalvinistischen) Kirche (2.628 Einw., 0,4 %), zur orthodoxen Kirche (2.385 Einw., 0,4 %), zu den Zeugen Jehovas (1.766 Einw., 0,3 %) zur evangelisch-methodistischen Kirche (1.457 Einw., 0,2 %) und zur Pfingstbewegung (1.183 Einw., 0,2 %); insgesamt 11.054 Einwohner (1,8 %) bekannten sich zu einer anderen Konfession. 161.214 Einwohner (26,8 %) waren konfessionslos und bei 46.146 Einwohnern (7,7 %) wurde keine Konfession ermittelt.

## Wirtschaft
Das Gebiet erreicht ein Bruttoinlandsprodukt von 22,8 Milliarden Euro und hält damit einen Anteil von 28,1 % an der gesamten Wirtschaftsleistung des Landes. Im Vergleich der Kaufkraftstandards mit anderen EU-Regionen erreichte das Gebiet 2016 einen Index von 184 (EU-28 = 100) und ist damit nicht nur der mit Abstand wohlhabendste Teil der Slowakei, sondern auch die reichste Region unter allen Ländern, die seit 2004 der EU beigetreten sind; der Kraj ist bezüglich dieser Kennzahl auch wohlhabender als zum Beispiel Berlin. Auch in der gesamten Europäischen Union belegt der Kraj damit einen der vordersten Ränge. Die Arbeitslosenquote lag 2017 bei 4,2 %.

## Kultur
Siehe: Denkmalgeschützte Objekte im Bratislavský kraj